# 科莫
科莫（義大利語：Como），意大利北部阿尔卑斯山南麓城市，因坐落于科莫湖畔而得名，有“丝绸城”之称。位于意大利米兰北部四十公里靠瑞士边境处，交通方便。有电器、银器与搪瓷等工业，是通向瑞士的铁路交点与旅游中心。有建于1215年的市政厅、十四世纪的大理石教堂等哥特式与文艺复兴时期建筑、国立丝绸学院与丝绸研究所。但真正让科莫闻名于世的是其历史悠久的丝绸工业（始于1510年）和科莫湖。

## 景点

### 教堂
- 科莫主教座堂

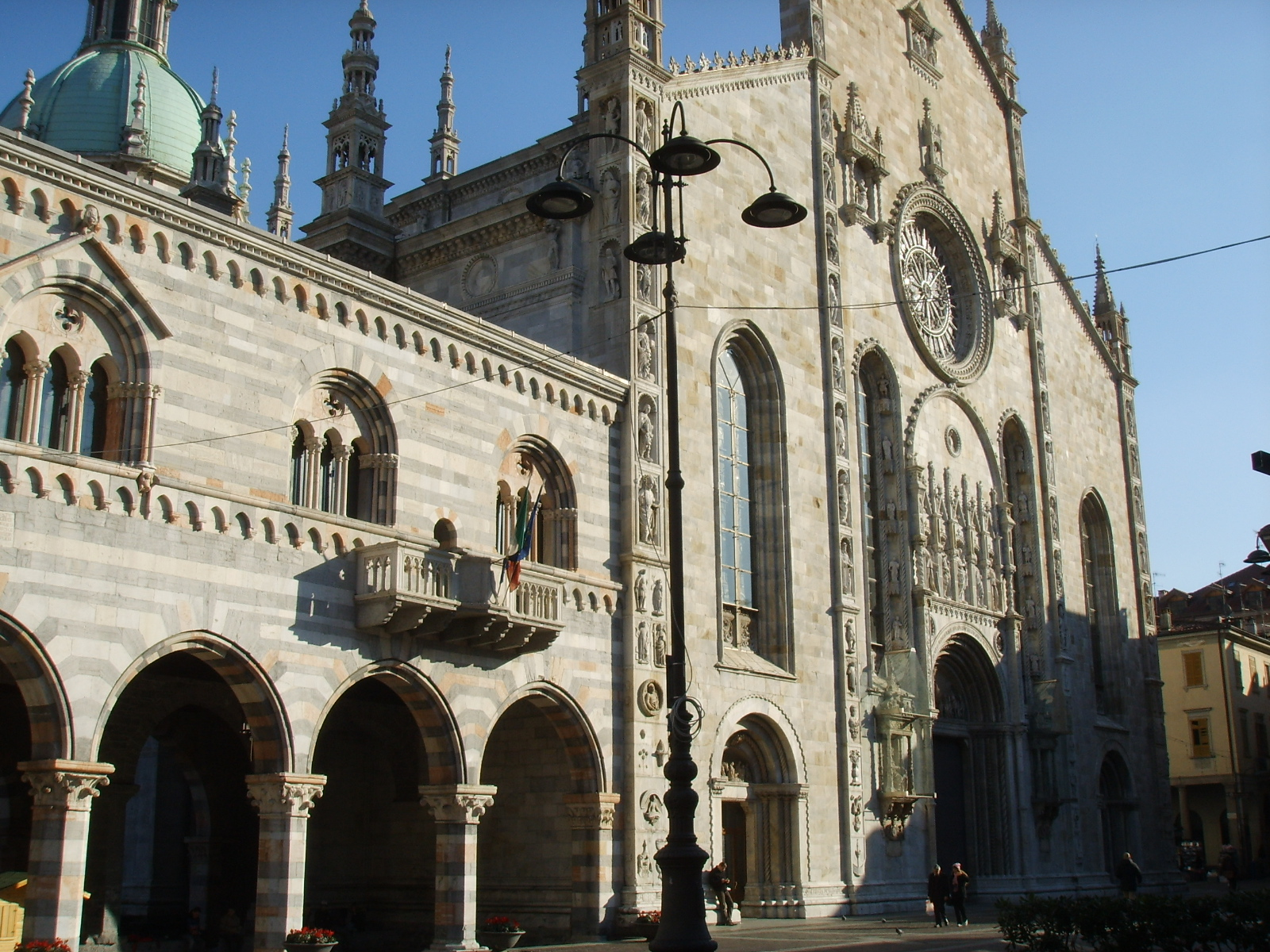
主教座堂

- 圣斐德理圣殿（Basilica di San Fedele）
- 圣亚本田圣殿（Basilica di Sant'Abbondio）
- 圣卡波佛鲁斯圣殿（Basilica di San Carpoforo）
- 圣乔治圣殿（Basilica di San Giorgio）
- 圣葛斯默圣达弥盎堂（Chiesa dei SS. Cosma e Damiano）
- 圣奥斯定堂（chiesa di Sant'Agostino）
- 圣雅各伯堂（chiesa di San Giacomo）
- 十字架朝圣地（Santuario del Ss. Crocifisso）
- Chiesa di S. Eusebio
- 耶稣堂（chiesa del Gesù）
- chiesa di San Donnino
- 圣儒利安圣盎博罗削堂（Chiesa dei SS. Giuliano e Ambrogio）
- 圣则济利亚堂（chiesa di Santa Cecilia）
- 圣多拿狄隐修院（Eremo di San Donato）

### 世俗建筑
- 科莫布罗莱托（Broletto），古市政厅
- 法西斯之家（Casa del Fascio）
- 阵亡将士纪念碑（Monumento ai caduti）
- 社交剧场（Teatro Sociale），1813[2]
- 奥尔莫别墅
- 伏打喷泉
- 中世纪城墙
- 伏打殿（Tempio Voltiano）, 纪念物理学家亚历山德罗·伏特
- 宗座加利奥公学（Pontificio Collegio Gallio）
- 伏打文理高中（Liceo classico e scientifico Alessandro Volta）
- Life Electric, 现代雕塑
- 巴拉德罗城堡

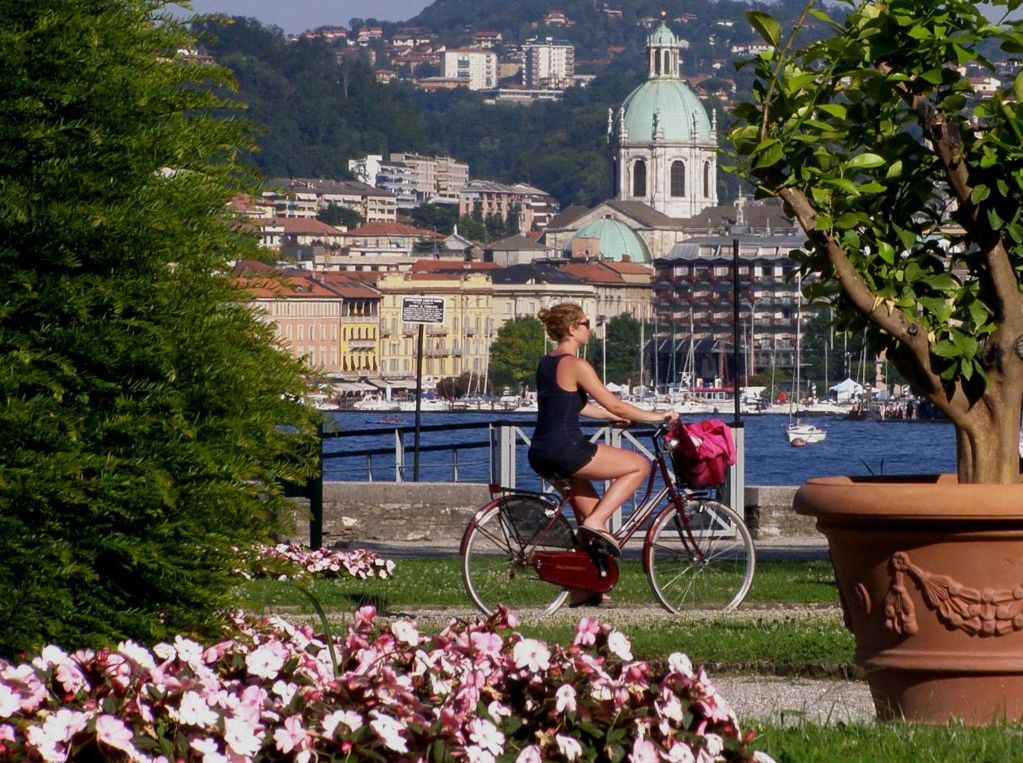
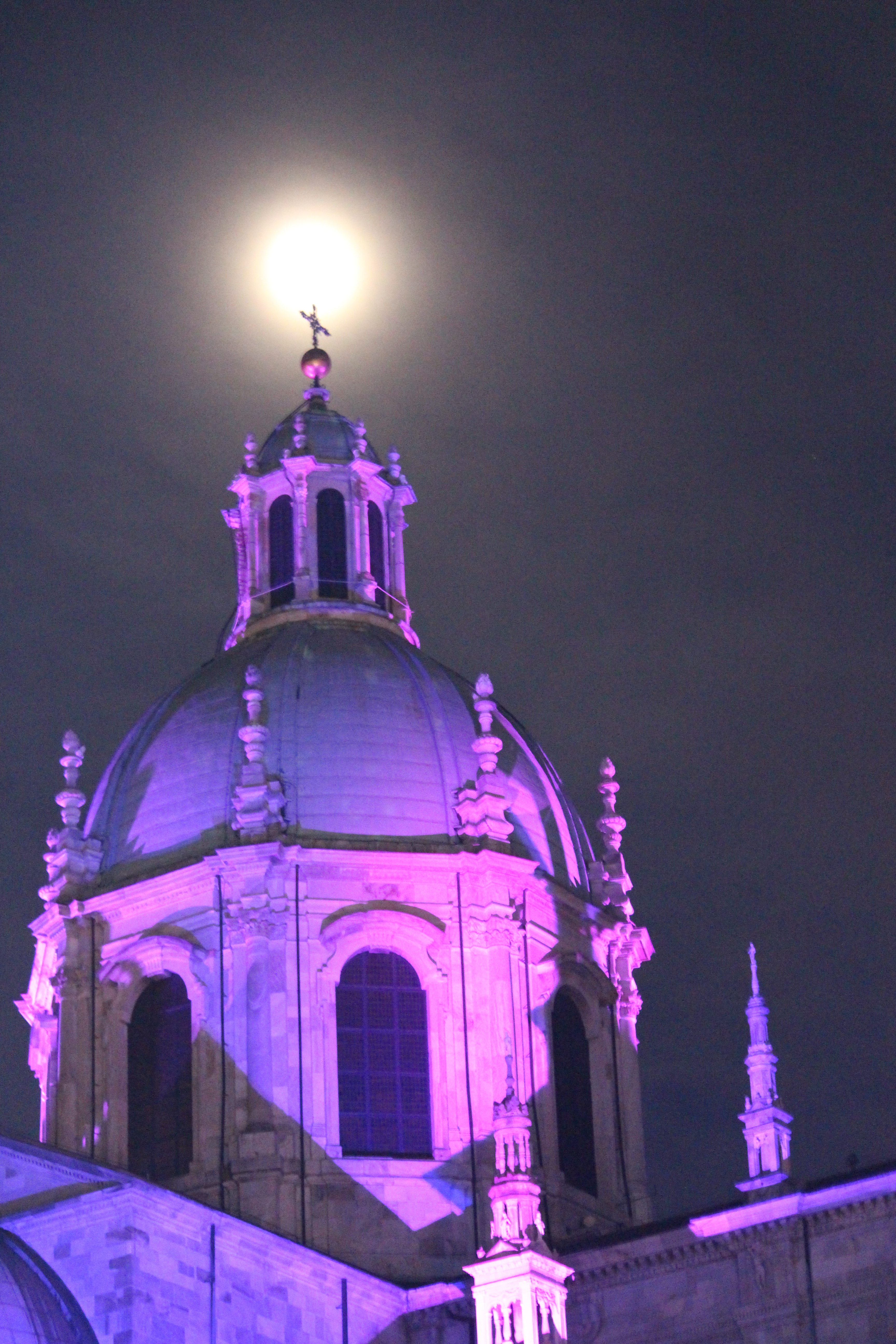
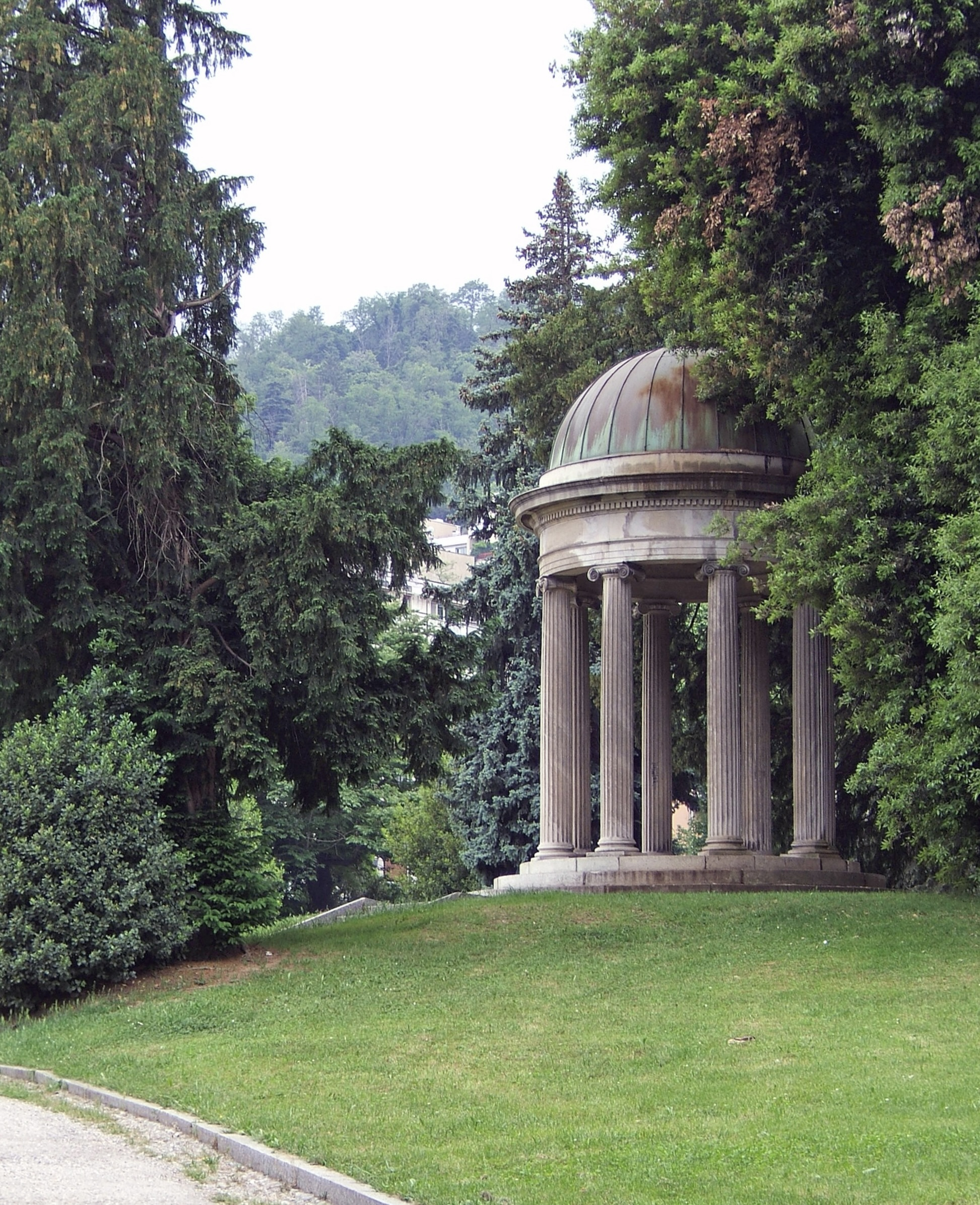
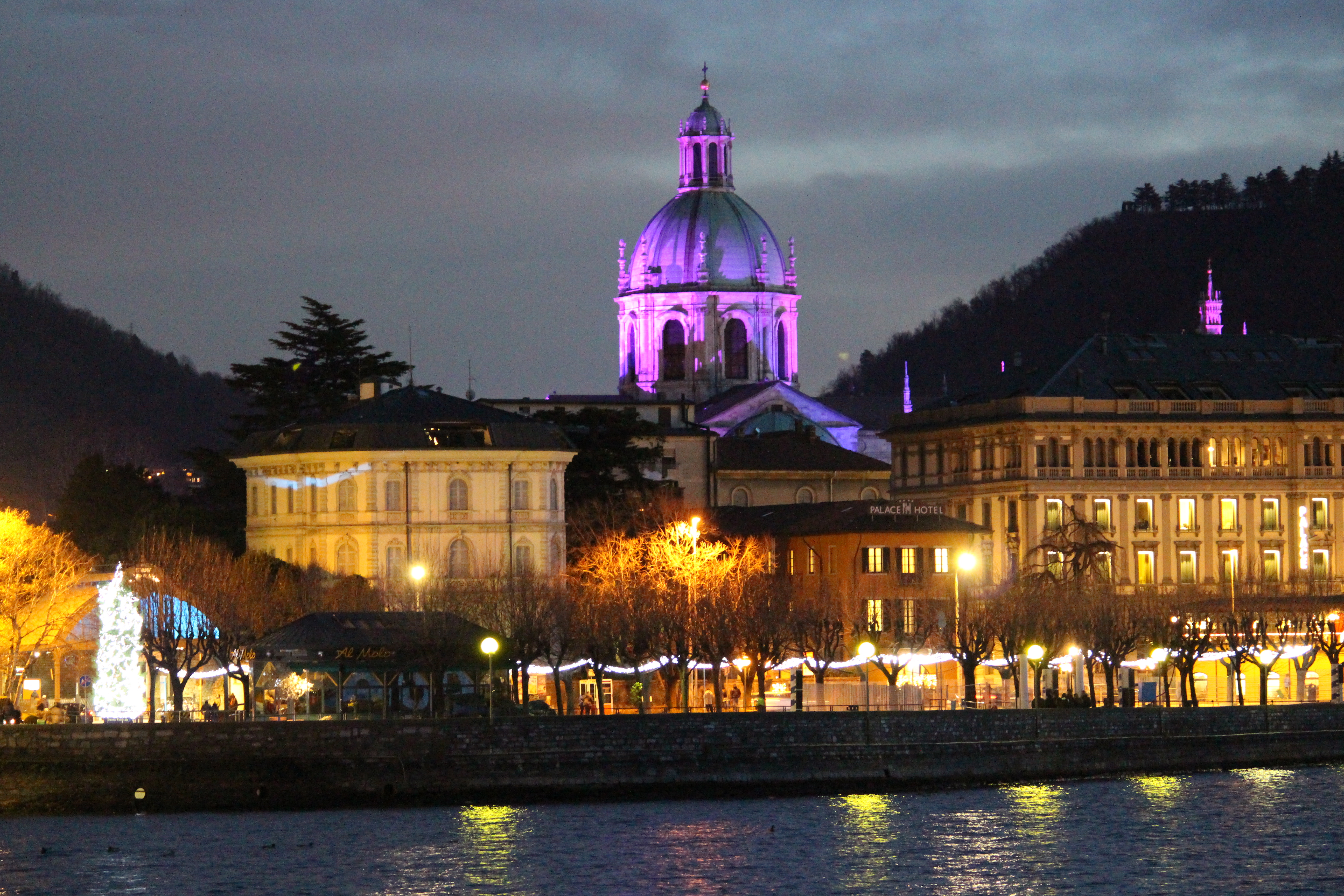
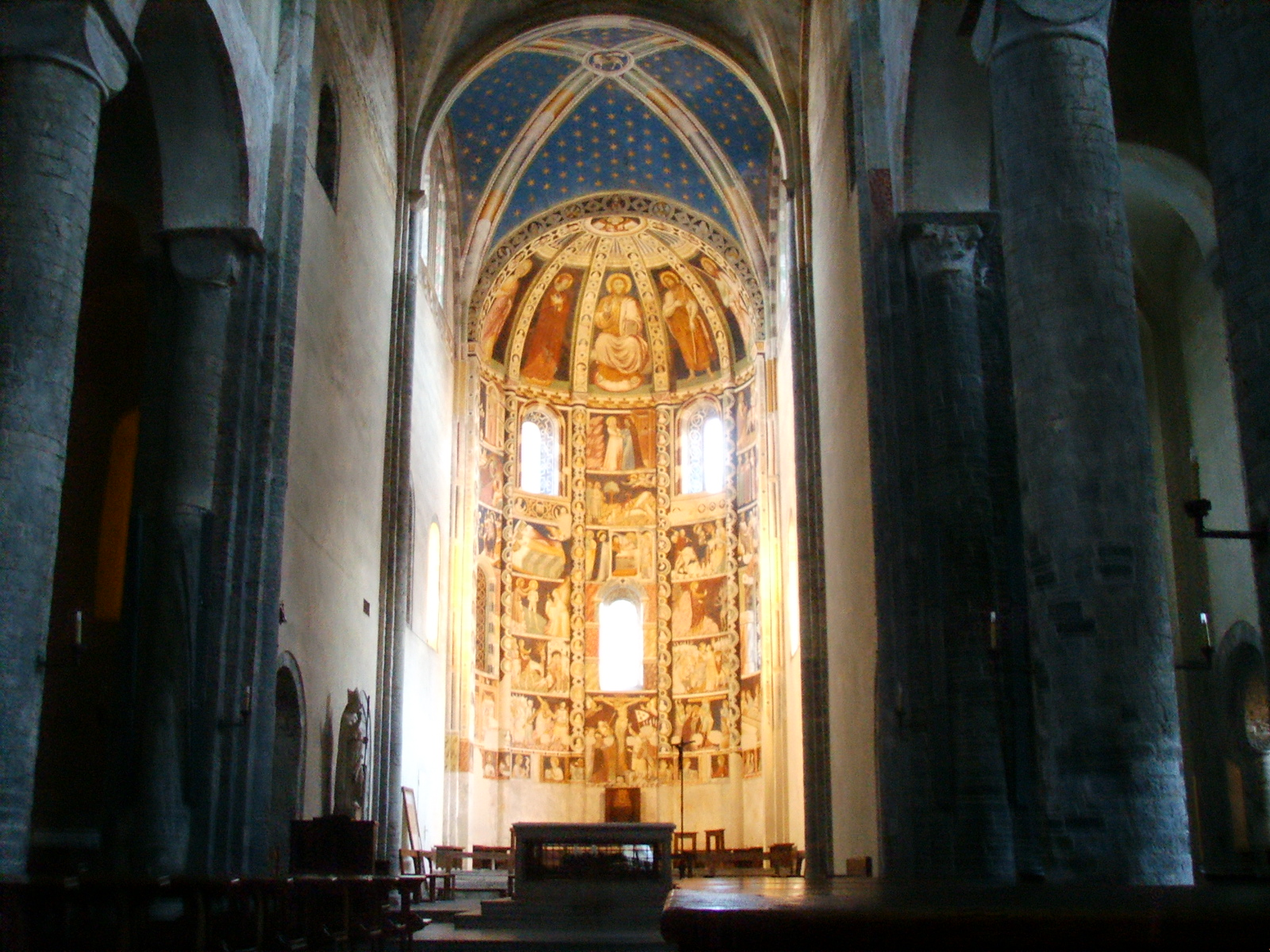
圣亚本田圣殿
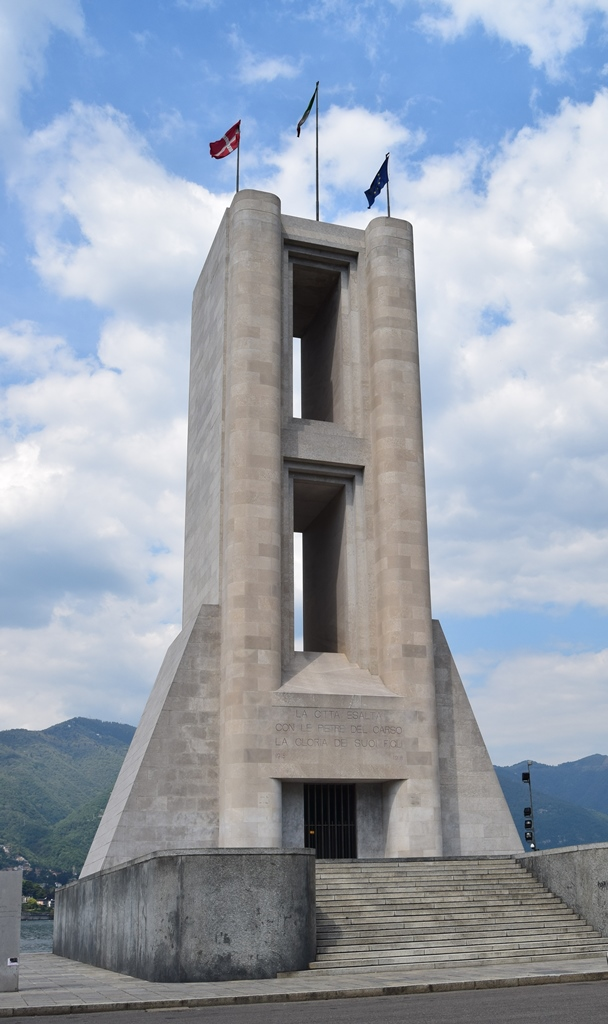
阵亡将士纪念碑 (科莫)